# Johann Ender
Johann Nepomuk Ender (Viena, 4 de noviembre de 1793 - ibidem, 16 de marzo de 1854) fue un pintor austriaco.

## Biografía
Como pintor de retratos, tuvo éxito a una edad temprana. Estudió en la Academia de Viena, y cuando apenas había alcanzado la mayoría de edad ganó sus cuatro principales premios. En 1818-1819, se unió al Conde Szecheni de Hungría en una gira por Turquía y Grecia. En 1820, se fue a Italia, y en Florencia y Roma produjo una serie de obras de sujetos Bíblicos e históricos. Después de pasar un año en París, regresó a Viena en 1827, donde dedicó su atención a la miniatura y pinturas históricas, siendo profesor en la Academia de 1829-50.

## Obras
Entre sus trabajos están:

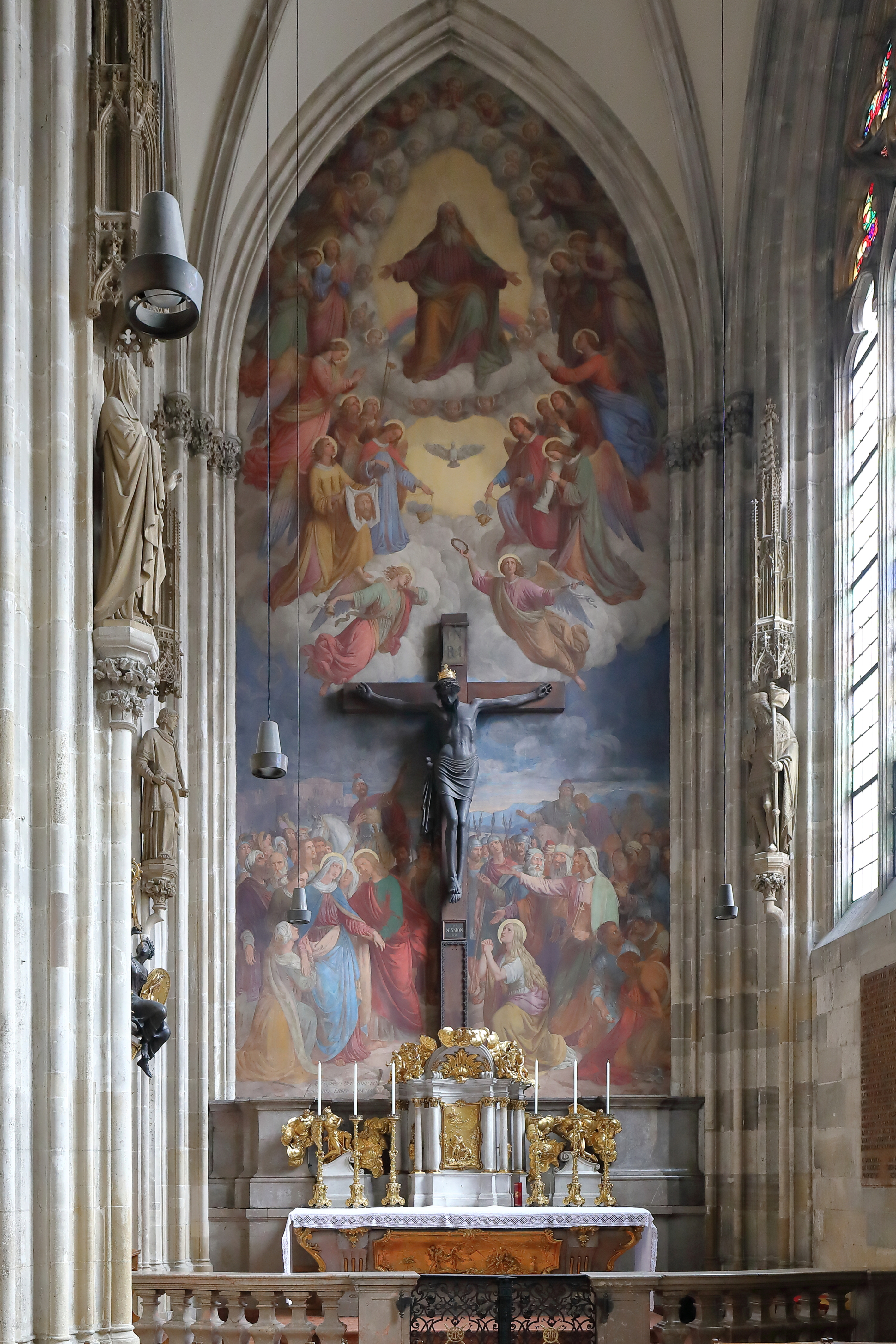
Fresco en la Catedral de Viena (1853)

- Madonna con el Niño Jesús durmiente (Museo de Viena)
- Marco Aurelio en su lecho de muerte (1814, Esterhazy Galería)
- La Crucifixión, su obra maestra (un fresco en la Catedral de Viena)
- Orestes perseguido por las Furias (1815)
- Minerva Mostrando Ithaca a Ulises (1816)
- Asunción (1817)
- Dormir al Sepulcro de Cristo (1817)
- Judith (exhibida en 1824)
- Bacchus Finding Ariadne
- Napoleón II en su lecho de muerte (1832)

También es notable su gran historieta de la entrada de Cristo en Jerusalén.